# 9458 Beaumont
9458 Beaumont eller 1998 FF97 är en asteroid i huvudbältet som upptäcktes den 31 mars 1998 av LINEAR i Socorro County, New Mexico. Den är uppkallad efter Carolyn Beaumont.
Asteroiden har en diameter på ungefär 4 kilometer.